# Katrijn De Clercq
Katrijn De Clercq, née le 5 février 2002 à Oosterzele, est une coureuse cycliste belge. Elle court à la fois sur piste et sur route. 
Elle est notamment vice-championne d'Europe de la course à l'américaine en 2024.

## Biographie
En 2018, Katrijn De Clercq devient à 16 ans championne de Belgique de keirin chez les élites, ainsi que sur le scratch et l'omnium chez les juniors (17/18 ans). L'année suivante, elle remporte le titre sur la course à l'américaine juniors avec Kirin Punewaert. Aux championnats d'Europe sur piste juniors de 2020, elle décroche l'or en course en points et sur l'américaine (avec Marith Vanhove). La même année, elle est médaillée de bronze du championnat d'Europe sur route juniors.
En 2022, elle rejoint l'équipe belge Lotto Dstny Ladies. Elle devient championne de Belgique de course aux points et d'omnium. 
Le 14 janvier 2024, elle remporte l'argent sur l'américaine aux championnats d'Europe à Apeldoorn aux côtés de Lotte Kopecky.

## Palmarès sur piste

### Jeux olympiques
- Paris 2024
  - 10e de la course à l'américaine

### Championnats du monde
| Édition / Épreuve                   | Course aux points | Américaine | Scratch | Omnium |
| Francfort-sur-l'Oder 2019 (juniors) | 8e                |            | 20e     | 7e     |
| Roubaix 2021                        |                   | 8e         |         |        |
| Saint-Quentin-en-Yvelines 2022      |                   |            | 13e     |        |
| Glasgow 2023                        |                   | 13e        | 18e     |        |

### Championnats d'Europe
| Édition / Épreuve                 | Poursuite individuelle | Poursuite par équipes | Course aux points | Américaine | Scratch | Omnium | Élimination |
| Gand 2019 (juniors)               |                        | 5e                    |                   | 9e         | 5e      | 4e     |             |
| Fiorenzuola d'Arda 2020 (juniors) |                        | 5e                    | Or                | Or         |         | 7e     |             |
| Apeldoorn 2021 (espoirs)          | 11e                    |                       |                   | 4e         | 5e      |        | 8e          |
| Granges 2021                      | 13e                    |                       |                   | 10e        | 11e     |        | 17e         |
| Anadia 2022 (espoirs)             |                        |                       | 8e                | Bronze     |         |        |             |
| Munich 2022                       | 13e                    |                       |                   | 10e        | 8e      |        |             |
| Anadia 2023 (espoirs)             |                        |                       |                   | Argent     | 7e      | Argent | Argent      |
| Apeldoorn 2024                    |                        | 5e                    |                   | Argent     |         |        |             |
| Cottbus 2024 (espoirs)            |                        |                       | 6e                | Or         |         |        |             |

### Championnats de Belgique
- 2018
  -  Championne de Belgique du keirin
  -  Championne de Belgique du scratch juniors
  -  Championne de Belgique d'omnium juniors
- 2019
  -  Championne de Belgique de l'américaine juniors (avec Kirin Punnewaert)
- 2022
  -  Championne de Belgique de course aux points
  -  Championne de Belgique d'omnium
- 2023
  -  Championne de Belgique de l'américaine (avec Hélène Hesters)
- 2024
  -  Championne de Belgique de l'américaine
  -  Championne de Belgique du scratch

## Palmarès sur route

### Par années
- 2019
  - 2e du championnat de Belgique sur route juniors
- 2020
  -  Médaillée de bronze du championnat d'Europe sur route juniors
- 2023
  - Grand Prix Lucien Van Impe
  - 1re étape du  Watersley Ladies Challenge espoirs
  - 3e du Grand Prix Mazda Schelkens
  - 3e du Diamond Tour
- 2025
  - Grote Prijs Beveren

### Classements mondiaux
| Année                                 | 2022 | 2023 | 2024 |
| ------------------------------------- | ---- | ---- | ---- |
| Classement UCI                        | 478e | 148e | 220e |
| UCI World Tour                        | nc   | 249e | 143e |
|                                       |      |      |      |
| Légende : nc = non classéSource : UCI |      |      |      |